# جيرمي رينر
جيرمي لي رينر (بالإنجليزية: Jeremy Lee Renner)‏ هو ممثل ومنتج ومغني أمريكي، ولد في 7 يناير 1971. معروف بدوره في The Hurt Locker في 2008 والتي ترشح بسببه لجائزة الأوسكار لأفضل ممثل، إضافة إلى The Avengers في 2012. هو ظهر أيضاً في أفلام ناجحة آخر مثل Mission: Impossible – Ghost Protocol في 2011 وThe Bourne Legacy في 2012 وHansel and Gretel: Witch Hunters في 2013. خلال العقد الماضي ظهر رينر في الكثير من الأفلام المستقلة مثل Dahmer وNeo Ned. في 2010 تلقى رينر مديح الكثير من النقاد لدوره في The Town والتي أكسبته ترشيح لجائزة الأوسكار لأفضل ممثل مساعد.
رينر في علاقة مع عارضة الأزياء الكندية سوني بتشيكو، ولديهما أبنة تدعى افا برلين رينر، ولدت 28 مارس، 2013.
لعب رينر دور هوكي (عين الصقر) في أفلام عالم مارفل السينمائي: ثور(2011) ، وذا أفينجرز (المنتقمون) (2012) ، وأفينجرز: إيج أوف ألترون (المنتقمون: عصر ألترون) (2015) ، وكابتن أميركا: سيفيل وور(كابتن أميركا: الحرب الأهلية)(2016) ، وأفينجرز: إيندغيم (المنتقمون: نهاية اللعبة) (2019)؛ بالإضافة إلى ظهوره في ميشن إمبوسيبل- غوست بروتوكول (مهمة مستحيلة- بروتوكول الشبح) (2011)، وذا بورن ليغاسي (ميراث بورن) (2012)، وهانسل آند غريتيل: ويتش هانترز (هانسل وغريتل: صائدي السحرة) (2013)، وأمريكان هاسل (احتيال أمريكي) (2013)، وميشن إمبوسيبل- روج نيشن (مهمة مستحيلة: أمة مارقة) (2015)، وأرايفل (الوافد) (2016).

## نشأته
ولد رينر في موديستو (كاليفورنيا) للأم فاليري سيرلي (التي كان لقبها قبل الزواج تاغي) والأب لي رينر، الذي أدار ماكهنري باول، صالة موديستو للبولينغ، في ثمانينيات القرن الماضي. تزوج والداه في سن المراهقة وحصلا على الطلاق عندما كان عمره عشرة سنوات. رينر هو أكبر أشقائه السبعة. يعود أصل أسلافه إلى الألمانية والإنجليزية الأسكتلندية والسويدية والأيرلندية والبنمية.
تخرج رينر من مدرسة فريد سي بيير الثانوية في موديستو في عام 1989؛ ثم التحق بكلية موديستو جونيور، حيث درس علوم الحاسوب وعلم الإجرام، قبل أن يأخذ فصل درامي اختياري ليقرر بعده المتابعة في مجال التمثيل.

## المسيرة المهنية

### أعماله الأولى
ظهر رينر في أول فيلم له بدور طالب ذو تحصيل علمي ضعيف في فيلم الكوميديا لعام 1995 ناشونال لامبونز سينيور تريب، وعلى الرغم من انتقاد الفيلم بشكل كبير، فقد ساعد رينر على الظهور في برنامجين تلفزيونيين، ديدلي غيمز وسترينج لاك، وقد حصل على دور ثانوي في الفيلم التلفزيوني إي فريندز بيتريال بدور صديق بول هيويت (براين أوستن غرين). على مدار السنوات القليلة اللاحقة، حصل رينر على عدة أدوار بصفته ضيف شرف في زوي، دنكان، جاك، آند جين (1999) وذا نت (الشبكة) (1999) وتايم أوف يور لايف (1999) وإنجل (2000). حصل رينر على دور صغير في حلقة من سي. إس. آي: كرايم سين إنفيستيغيشن (سي اس آي: التحقيق في موقع الجريمة) في عام 2001. عمل رينر فنانًا للماكياج خلال هذه الفترة في محاولة منه لتدبر أمور معيشته وتغطية نفقاته.

## أفلامه
| سنة  | عنوان                                     | دور                    | ملاحظات      |
| ---- | ----------------------------------------- | ---------------------- | ------------ |
| 1995 | National Lampoon's Senior Trip            | داجز                   |              |
| 1996 | Paper Dragons                             |                        | غير منسوب له |
| 2001 | Fish in a Barrel                          | ريمي                   |              |
| 2002 | Dahmer                                    | Jeffrey Dahmer         |              |
| 2002 | Monkey Love                               | ديل                    |              |
| 2003 | S.W.A.T                                   | براين جامبل            |              |
| 2004 | The Heart Is Deceitful Above All Things   | ايمرسون                |              |
| 2005 | A Little Trip to Heaven                   | فريد                   |              |
| 2005 | North Country                             | بوبي شارب              |              |
| 2005 | 12 and Holding                            | غس ميتلاند             |              |
| 2005 | نيو نيد                                   | نيد                    |              |
| 2005 | Lords of Dogtown                          | مدير جاي آدمز          | غير منسوب له |
| 2006 | Love Comes to the Executioner             | Chick Prigusivac       |              |
| 2007 | اغتيال جيسي جيمس من قبل الجبان روبرت فورد | وود هايت               |              |
| 2007 | 28 Weeks Later                            | الرقيب دويل            |              |
| 2007 | Take                                      | سول                    |              |
| 2008 | The Hurt Locker                           | الرقيب وليام جيمس      |              |
| 2008 | Ingenious                                 | سام                    |              |
| 2010 | The Town                                  | جيمس كافلين "جيم"      |              |
| 2011 | Mission: Impossible – Ghost Protocol      | وليام براندت           |              |
| 2012 | The Avengers                              | كلينت بارتون/عين الصقر |              |
| 2012 | The Bourne Legacy                         | أرون كروس              |              |
| 2013 | Hansel and Gretel: Witch Hunters          | هانسيل                 |              |
| 2013 | The Immigrant                             | أورلاندو الساحر        |              |
| 2013 | American Hustle                           | كارمين بوليتو          |              |
| 2014 | Kill the Messenger                        | غاري ويب               |              |
| 2015 | Avengers Age of Ultron                    | كلينت بارتون/عين الصقر |              |
| 2015 | Mission: Impossible - Rouge Nation        | وليام براندت           |              |
| 2016 | Captain America: Civil War                | كلينت بارتون/عين الصقر |              |
| 2016 | Arrival                                   | إيان دونلي             |              |
| 2018 | Tag                                       | جيري بيرس              |              |

## وصلات خارجية
- جيرمي رينر على موقع IMDb (الإنجليزية)
- جيرمي رينر على موقع روتن توميتوز (الإنجليزية)
- جيرمي رينر على موقع مونزينجر (الألمانية)
- جيرمي رينر على موقع ألو سيني (الفرنسية)
- جيرمي رينر على موقع ميوزك برينز (الإنجليزية)
- جيرمي رينر على موقع تيرنر كلاسيك موفيز (الإنجليزية)
- جيرمي رينر على موقع أول موفي (الإنجليزية)
- جيرمي رينر على موقع بوكس أوفيس موجو (الإنجليزية)
- جيرمي رينر على موقع قاعدة بيانات الأفلام السويدية (السويدية)
- جيرمي رينر على موقع إن إن دي بي (الإنجليزية)